# 李滄区
李滄区（りそう-く）は中華人民共和国山東省青島市に位置する市轄区。

## 行政区画
下部に11街道を管轄する。
- 振華路街道、滄口街道、興華路街道、興城路街道、李村街道、虎山路街道、浮山路街道、湘潭路街道、楼山街道、世園街道、九水街道